# Chiesa di Santa Maria di Costantinopoli (Angri)

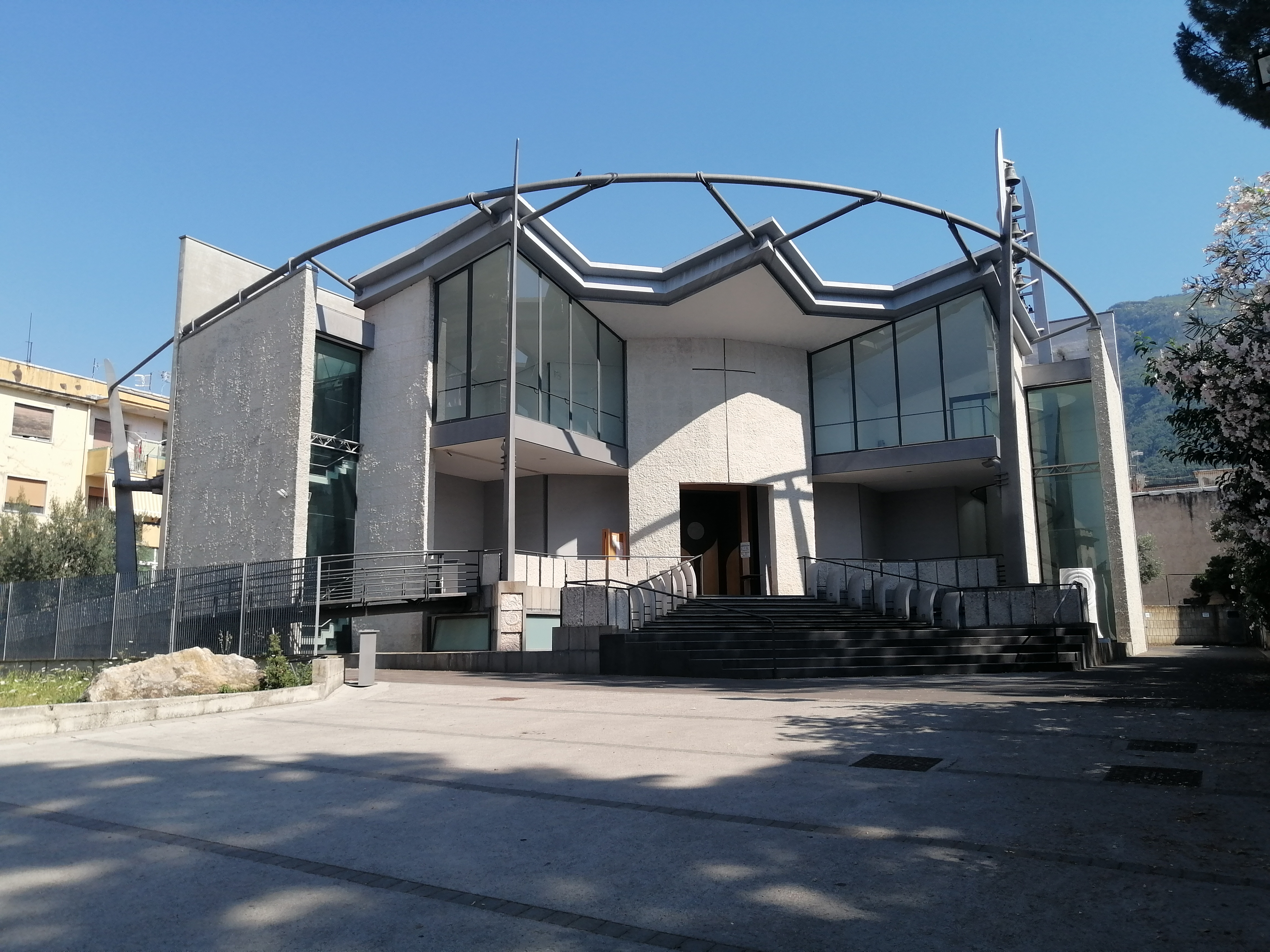
Facciata della nuova chiesa di Santa Maria di Costantinopoli con sagrato. Aperta al culto l'8 dicembre 2006.

La chiesa di Santa Maria di Costantinopoli è un luogo di culto cattolico di Angri, in provincia di Salerno.

## Storia
La chiesa di Santa Maria di Costantinopoli sorge sui resti di un antico tempio romano dedicato alla dea Venere ma venne edificata solo in epoca medioevale.
Venne completamente ristrutturata in puro stile barocco nel '700. All'interno della chiesa è conservata un'antica pala d'altare, opera bizantina, esprimente la Madonna di Costantinopoli.
Nel 1975, venne riformata la facciata della chiesa e la porta esterna della sagrestia.

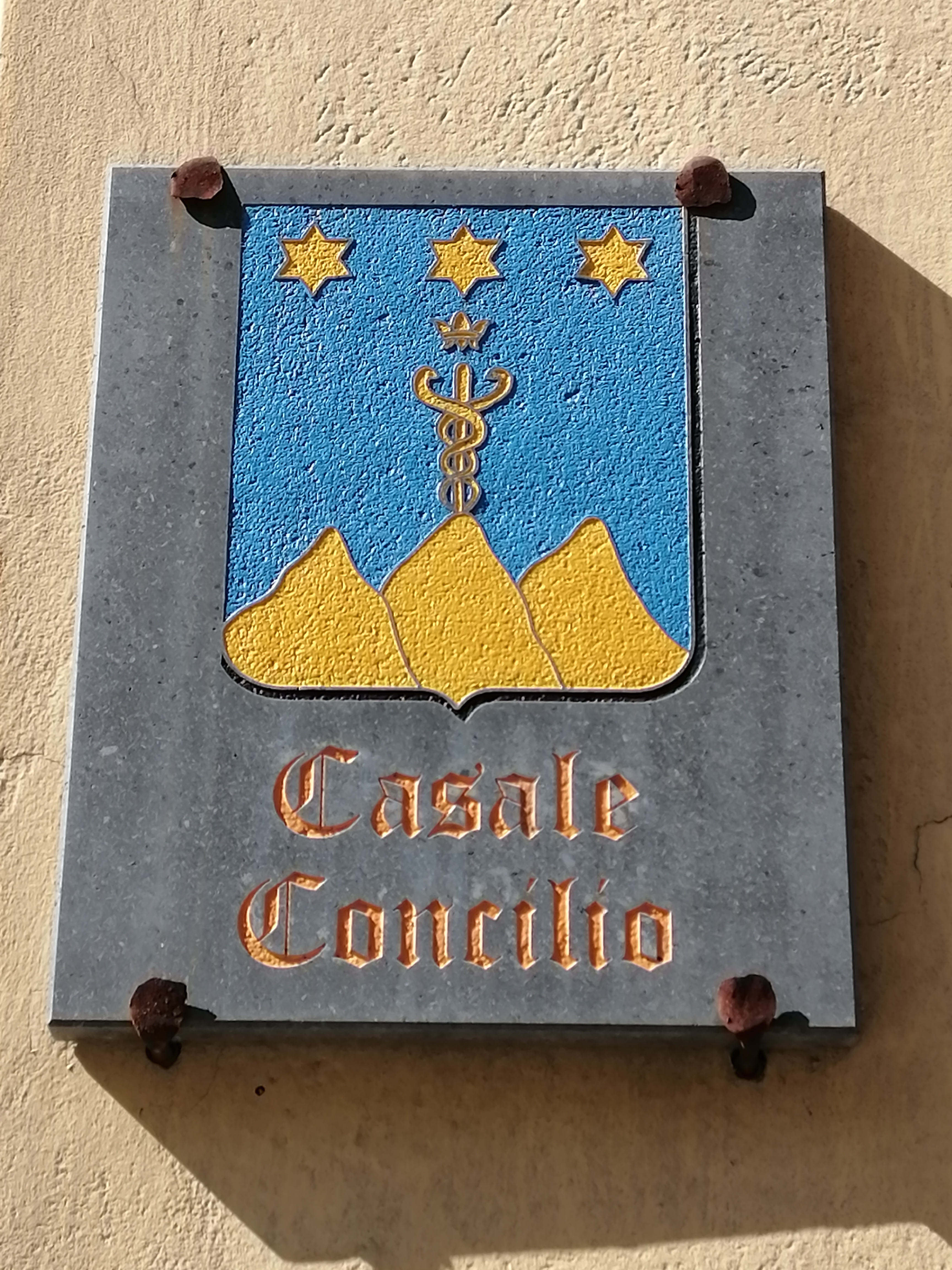
Stemma in pietra rappresentativo della nobile e antica famiglia angrese dei Concilio, affisso ad una parete esterna di una casa, nel casale omologo dov'è ubicata la chiesa di Santa Maria del Costantinopoli.

Il 31 gennaio del 1999, per volere del primo parroco don Luigi La Mura, con la posa della prima pietra, sono iniziati i lavori per la costruzione di un nuovo complesso parrocchiale.
L'8 dicembre 2006 è stata aperta al culto la nuova chiesa Santa Maria di Costantinopoli. 

La vecchia chiesa di Santa Maria di Costantinopoli attualmente è stata chiusa al pubblico e non è in via di ristrutturazione da parte della curia di Nocera Inferiore-Sarno e del comune di Angri, nonostante ne necessiti da diversi anni.

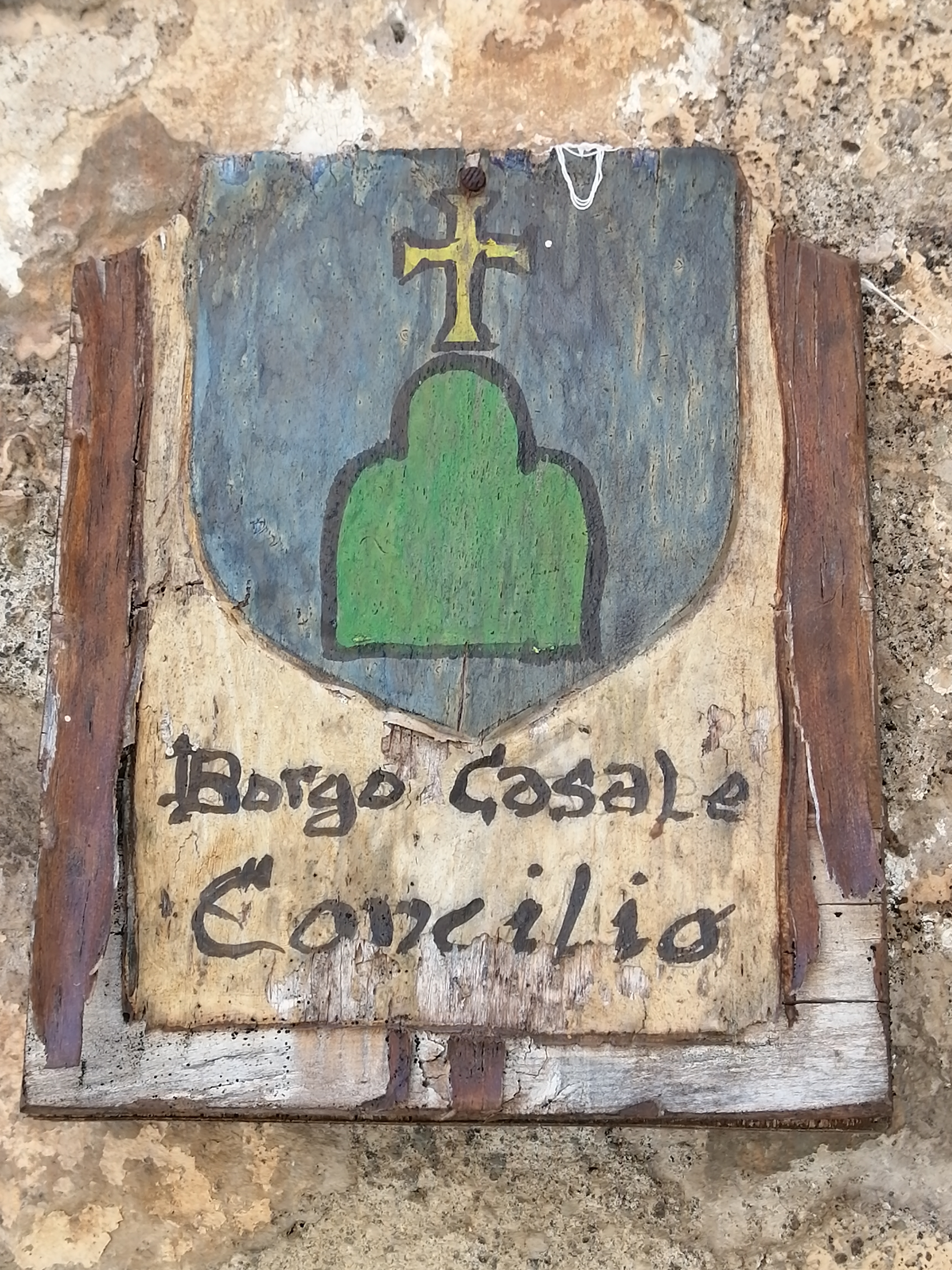
Stemma in legno fittizio/inventato ed erroneamente scritto rappresentativo della nobile e antica famiglia angrese dei Concilio, affisso anch'esso ad una parete esterna di una casa in vicolo Rodi, stradina che si dirama nei pressi della principale via Concilio.

## Eventi recenti

### Festa di San Biagio di Sebaste
Ogni 3 febbraio, giorno dedicato a San Biagio di Sebaste, protettore di tutti i mali della gola (si intendono le infezioni ma anche gli affogamenti e problemi relativi ad essa), i devoti del santo durante questo giorno si recano nella chiesa di Santa Maria di Costantinopoli per farsi ungere la gola dal sacerdote con l'olio santo benedetto e per mangiare dei piccoli panini benedetti anch'essi per l'occasione. In Campania è usanza antica fare l'unzione della gola durante la festa del santo. La gola dei fedeli viene unta con l'olio santo utilizzando una penna di gallina con la quale viene tracciato il segno di croce. Nella simbologia agreste, la gallina indica la morte e la resurrezione, elementi su cui si fonda la dottrina cristiana. La festa si conclude con il pittoresco ciuccio di fuoco (asino di fuoco), una sagoma di cartone o altro materiale raffigurante un asino posta su un carretto e adornata dai fuochi pirotecnici, dopodiché vengono sparati i botti. Una variante diversa rispetto a quella di altre città dove si venera il santo durante la sua ricorrenza dove, si consumano anche dolci e panettoni con la sua immagine.
L'insegna erronea dello stemma della famiglia Concilio
È stato posto uno stemma o insegna in legno fittizio da ignoti riproducente con la scritta: borgo e casale Concilio e con stemma erroneo della stessa famiglia, in vicolo Rodi sopra alla fontana storica della stradina, non richiamando l'araldica originaria.